# Лучанська сільська рада (Лохвицький район)
Лучанська сільська рада — колишній орган місцевого самоврядування у Лохвицькому районі Полтавської області з центром у селі Лука.

## Населені пункти
Сільраді були підпорядковані населені пункти:
- c. Лука
- с. Юсківці